# Oberrat der Israeliten Badens
Der Oberrat der Israeliten Badens wurde durch das großherzogliche Juden-Edikt vom 13. Januar 1809 als Landesverband der jüdischen Bewohner geschaffen und nach 1945 wieder errichtet. Der Großherzog Karl Friedrich von Baden anerkannte die Juden seines Landes als Glaubensgemeinschaft und stellte sie mit den christlichen Konfessionen in religiösen Dingen gleich, aber nicht hinsichtlich der staatsbürgerlichen Rechte. Hierin folgte das Edikt dem französischen Vorbild, dem Baden durch seine Mitgliedschaft im Rheinbund und die Übernahme des Code civil besonders verbunden war.

## Oberrat nach dem Edikt vom 13. Januar 1809

### Zusammensetzung
In Anlehnung an die Organisation der christlichen Kirchen wird die Israelitische Religionsgemeinschaft Baden in Ortssynagogen, Provinzsynagogen und Oberrat hierarchisch gegliedert. Sämtliche Orts- und Provinzsynagogen unterstehen dem jüdischen Oberrat. Dieser besteht aus einem Obervorsteher, der Rabbiner sein kann, aber nicht muss, aus zwei Landesrabbinern, wobei der eine immer aus der Provinz sein muss, wo der Oberrat seinen Sitz hat. Weiter aus zwei angestellten Oberräten und aus drei Oberräten, deren jeder Landesältester einer Provinz sein muss, und dem Oberratsschreiber. Die erstmalige Ernennung aller Mitglieder des Oberrats erfolgt durch den Landesherrn, den Großherzog von Baden.

### Aufgaben
- Zuordnung der Ortssynagogen zu den jeweiligen Provinzsynagogen
- Überprüfung des Schuldenstandes der einzelnen jüdischen Gemeinden
- Festlegung der jährlichen Umlagezahlungen der einzelnen Gemeinden
- Anordnungen zur Verbesserung des Religionsunterrichts
- Prüfungskriterien für die anzustellenden Religionslehrer
- Erstellung eines Studienplans für die zukünftigen Religionslehrer
- Vorschlag für eine zukünftige Eidesformel
- Verbesserung der „Kirchenzucht“
- Erstattung von Gutachten für den Landesherrn und die Regierungsstellen

### Ausschuss
Der Ausschuss besteht aus dem Obervorsteher, dem am Amtssitz wohnenden Landrabbiner, den zwei ständigen Oberräten und dem Oberratsschreiber. Aufgaben des Ausschusses sind:
- Vorbereitung der Sitzungen des gesamten Oberrats
- Vollziehung der durch die landesherrliche Zustimmung gültig gewordenen Beschlüsse des Oberrats
- Kontrolle, dass die Kirchenverfassung eingehalten wird
- Kontrolle, dass die jüdischen Gemeinden die bürgerlichen Gesetze einhalten
- Kontrolle, dass die örtlichen Rabbiner sich vor dem Vollzug der Beschneidung, der Beerdigung oder Trauung eine bürgerliche Beurkundung vorlegen lassen
- Die kirchliche Zulassung der durch die weltliche Behörde anerkannten Ehetrennungen
- Die Mitteilung an den Landesherrn über laufende Planungen

Ohne vorherige Staatsgenehmigung kann der Oberrat weder Neues einführen noch Altes abschaffen.

## Geschichte
Zum ersten Obervorsteher ernannte der Großherzog den Hoffaktor Elkan Reutlinger in Karlsruhe. In einem feierlichen Akt übergab ein Kommissär der badischen Regierung am 30. Mai 1809 in der Karlsruher Synagoge vor der Gemeinde seine Bestallung.
Die großherzogliche Verordnung vom 4. Mai 1812 setzte dem Oberrat und seinem Ausschuss einen Ministerialkommissar vor, der bei allen Beratungen anwesend sein musste und dem alle Beschlüsse zur Einsicht und Mitunterschrift vorgelegt werden mussten. Als erster Regierungskommissar beim Oberrat wurde 1812 Regierungsrat von Mützig ernannt. Der Regierungskommissar wurde mit Einführung der badischen Republik 1919 abgeschafft.
Von 1814 bis zu seinem Tod 1852 arbeitete Naphtali Epstein als Oberratsschreiber beim Oberrat und setzte sich unermüdlich für die Emanzipation der badischen Juden ein.
1894 wurde eine Israelitische Synode geschaffen, die das Recht hatte, die Besteuerung der Israelitischen Religionsgemeinschaft festzulegen, den Haushalt und den Steuersatz zu bestimmen. Gleichzeitig sollte sie Vorschläge zur Liturgie machen. Der Oberrat musste den Beschlüssen zustimmen, damit sie gültig wurden. Die Synode wählte einen Synodalausschuss, der mit dem Oberratsausschuss die Geschäfte der Religionsgemeinschaft führte. Beide zusammen entschieden über die Errichtung oder Auflösung von Gemeinden.

## Verordnungsblatt
Ab 1884 gab der Oberrat das Verordnungsblatt des Großherzoglichen Oberrats der Israeliten Badens heraus, das ab der Nr. 7 im Jahr 1918 bis 1922 Verordnungsblatt des Badischen Oberrats der Israeliten hieß und dann in Verordnungsblatt des Oberrats der Israeliten Badens umbenannt wurde. Am 19. März 1937 wurde das Erscheinen eingestellt. Vor 1884 waren die Verfügungen des Oberrats in den jeweiligen Amtsblättern der Ministerien und Kreisregierungen erschienen. Das Verordnungsblatt erschien immer bei der Druckerei Malsch & Vogel in Karlsruhe.

## Neue Satzung von 1923
Nach der Weimarer Verfassung und der badischen Landesverfassung konnten viele Teile der alten Satzung nicht mehr angewandt werden. Jetzt war der Oberrat den christlichen Landeskirchen gleichgestellt und die jüdische Religionsgemeinschaft autonom. Wesentliche Änderungen der neuen Satzung waren das Frauenstimmrecht für die Synode, und bei der ersten Wahl nach der Satzungsänderung wurde eine Frau und 34 Männer zu Synodalmitgliedern gewählt. Die größten jüdischen Gemeinden Badens erhielten in der Synode nun mehr Abgeordnete: Mannheim (8), Karlsruhe (4), Freiburg (2) und Konstanz (2). Die Synode wählte direkt den Oberrat für sechs Jahre und dessen Zusammensetzung musste die religiösen Richtungen in der Synode repräsentieren: Liberale stellten die Mehrheit, Konservative und Orthodoxe teilten sich den Rest. Der Oberrat konnte nicht mehr lebensfähige Kleingemeinden, vor allem auf dem Land, auflösen. Weiterhin waren die Oberratsmitglieder wie schon seit dem 19. Jahrhundert angesehene Kaufleute, Rechtsanwälte oder Professoren.

## Zeit des Nationalsozialismus
Im März 1938 wurden dem Oberrat und den jüdischen Gemeinden von den nationalsozialistischen Machthabern die Rechte als Körperschaft des öffentlichen Rechts entzogen. Zudem wurde der Oberrat der Reichsvereinigung der Juden in Deutschland als „Bezirksstelle Baden-Pfalz“ unterstellt. Nachdem in der Wagner-Bürckel-Aktion am 22. Oktober 1940 die meisten badischen Juden nach Camp de Gurs deportiert wurden, war ein jüdisches Gemeindeleben nicht mehr vorhanden.
Archive, Ritualgegenstände und Wertsachen wurden beschlagnahmt.

## Wiederaufbau nach 1945
Bis 1953 gab es zwei Oberräte, einen Landesverband in der amerikanischen und einen in der französischen Besatzungszone. Nicht nur diese beiden Oberräte, sondern auch die Jewish Restitution Successor Organization (JRSO) versuchten die Rückerstattung von beschlagnahmtem oder verkauftem Gemeindevermögen zu erlangen. 1955 gab es in ganz Baden 454 Mitglieder im Landesverband der wieder erstandenen Gemeinden Mannheim, Karlsruhe, Heidelberg, Baden-Baden und Freiburg. Die Zahl der Gemeindemitglieder stieg bis 2008 auf 5000 und es wurden weitere Gemeinden in Konstanz, Pforzheim, Emmendingen, Lörrach und Rottweil gegründet.